# Iancu Fischer
Iancu Fischer (n. 4 decembrie 1923, Iași – d. 18 octombrie 2002, București) a fost un specialist în filologie clasică, profesor român de origine evreiască la Facultatea de Litere din cadrul Universității din București. A fost discipolul lui Alexandru Graur și unul dintre asistenții săi. A editat, printre altele, operele lui Anton Pann și Grigore Alexandrescu.

## Opere publicate
- Aulus Gellius, Nopțile atice (traducere, introducere, comentariu), București, Editura Academiei, 1965.
- Latina dunăreană. Introducere în istoria limbii române, București, Editura Științifică și Enciclopedică, 1985.
- Les substrats et leur influence sur les langues romanes: la Romania du Sud-Est / Substrate und ihre Wirkung auf die romanischen Sprachen: Südostromania. În: Romanische Sprachgeschichte / Histoire linguistique de la Romania. Gerhard v. Ernst et al. De Gruyter, 2003.
- Substantif et adjectif substantié en latin tardif et en roman. Actes du Ve Colloque international sur le latin vulgaire et tardif (Heidelberg, 5–8 septembre 1997). Universitätsverlag Winter, 1998.
- Griechisch-lateinische Sprachbeziehungen auf dem Balkan. Actes du III Colloque international sur le latin vulgaire et tardif (Innsbruck, 2–5 septembre, 1991). Max Niemeyer Verlag, 1992.
- Romanitatea românească (conferință), București, Editura Academiei Române, 2002.